# Philip Child
Pour les articles homonymes, voir Child.
Philip Child est un écrivain canadien d'expression anglophone, né en Ontario en 1898, mort en 1978. Il fut professeur de littérature à l'université de Toronto.